# Bồ Tát tạng
Bồ Tát tạng (tiếng Phạn: bodhisattva-pitaka) là một thuật ngữ Phật giáo chỉ chung tất cả kinh điển Đại thừa, là một trong các tạng Kinh điển Phật giáo (tùy theo cách phân loại mà có thể có 2, 3, hoặc 8 tạng kinh). Trong tất cả các kinh điển Phật giáo Đại thừa như Pháp hoa kinh, Hoa nghiêm kinh, phương pháp tu nhân chứng quả của Bồ tát Đại thừa quan trọng hơn cả, nên gọi riêng là Bồ Tát tạng. Sách Trí độ luận chép: Sau khi Đức Phật nhập diệt, Văn Thù, Di Lặc và các vị đại Bồ tát khác đã tập hợp A Nan ở núi Thiết Vỵ để kiết tập nên Bồ Tát tạng. Thuyết này trở thành thuyết chính về kết tập Bồ Tát tạng của Phật giáo Đại thừa.
Trong các bản dịch Hán văn kinh điển Đại thừa, các bản kinh được đặt tên theo Bồ Tát tạng bao gồm:
- "Bồ Tát tạng kinh", 1 quyển, do Lương Tăng-già-bà-la(僧伽婆羅; Saôgha varman) dịch, là một bản dịch khác của "Đại thừa Tam tụ sám hối kinh"
- "Bồ Tát tạng kinh", 3 quyển, do Tần Cưu-ma-la-thập dịch, biên soạn thành "Đại bảo tích kinh - Phú-lâu-na hội"
- "Đại Bồ Tát tạng kinh", 20 quyển, do Đường Huyền Trang dịch, biên soạn thành "Đại bảo tích kinh - Bồ Tát tạng hội"
- "Đại thừa Bồ Tát tạng Chính pháp kinh", 40 quyển, do Tống Pháp Hộ dịch, là một bản dịch khác của "Đại bảo tích kinh - Bồ Tát tạng hội"